# دروازه جهنم
دروازهٔ جهنم یا دروازهٔ دوزخ (به ترکمنی: Jähennem derwezesi/جهنم دروازه‌سی) یک میدان گازی در کنار روستای دروازه در قره‌قوم، استان آخال ترکمنستان است.
گودالی عظیم به قطر حدود ۷۰ متر و گودی بیشینه تا ۲۰ متر که در آتش ناشی از تراوش گاز طبیعی، از سال ۱۳۴۹ شمسی‌ در حال سوختن است و بوی گاز و ترکیبات دارای گوگرد آن تا مسافت زیادی در اطراف گودال به مشام می‌رسد. محدودهٔ حرارت غیرقابل تحمل آن تا حدود ۶۰ متری لبهٔ گودال می‌رسد. مختصات تقریبی گودال عبارتند از: طول جغرافیایی ۵۸ درجه و ۲۶ دقیقه و ۲۱٫۸ ثانیه شرقی و عرض جغرافیایی ۴۰ درجه ۱۵ دقیقه و ۹٫۴ ثانیه شمالی.

## جغرافیا
روستای دروازه در میانهٔ صحرای قره‌قوم در فاصلهٔ ۲۶۰ کیلومتری شمال شهر عشق آباد قرار گرفته‌است. منابع گاز طبیعی کشف شده در این منطقه از جمله بزرگ‌ترین منابع گازی جهان به شمار می‌آیند.

## تاریخچه
به دنبال فعالیت‌های اکتشاف نفت در محدودهٔ یاد شده در سال ۱۹۷۱ میلادی توسط محققان اتحاد جماهیر شوروی این میدان گازی در محل کشف شد. در پی نصب تجهیزات برای حفاری چاه‌های اکتشافی و شناسایی میزان ذخایر گازی میدان، توسط گروه‌های اکتشافی یاد شده، و پس از شروع عملیات حفاری، زمین مجاور دکل حفاری و تأسیسات جانبی در حفره‌ای عظیم ریزش کرد و ناپدید شد. گرچه در این حادثه به کسی آسیب نرسید اما در پی ریزش و پدید آمدن گودال بزرگ، مقادیر بسیار زیادی گاز و خصوصاً گاز متان در فضا پخش گردید که باعث بروز خطرات محیط زیستی در منطقه و تهدیدی برای سلامتی ساکنان روستا گردید.
به علت سمی بودن گازها متخصصان به جای کنترل مخزن با هزینه‌های سنگین تصمیم به سوزاندن آن‌ها گرفتند چرا که در چنین حالاتی که کنترل منابع نشت گاز غیرممکن یا پرهزینه می‌باشد راه‌حل بعدی سوزاندن گازهای سمی است. با این تصور که گازهای محدوده سوخته و آتش خاموش می‌شود اقدام به آتش زدن گودال نمودند ولی برخلاف تصور آن‌ها آتش از سال 1349 شمسی تاکنون (سال 1403 شمسی) ادامه دارد و با توجه به وجود منابع گاز و نفت در آن منطقه کماکان ادامه خواهد داشت.

## تأثیر بر توسعه‌های آیندهٔ گازی

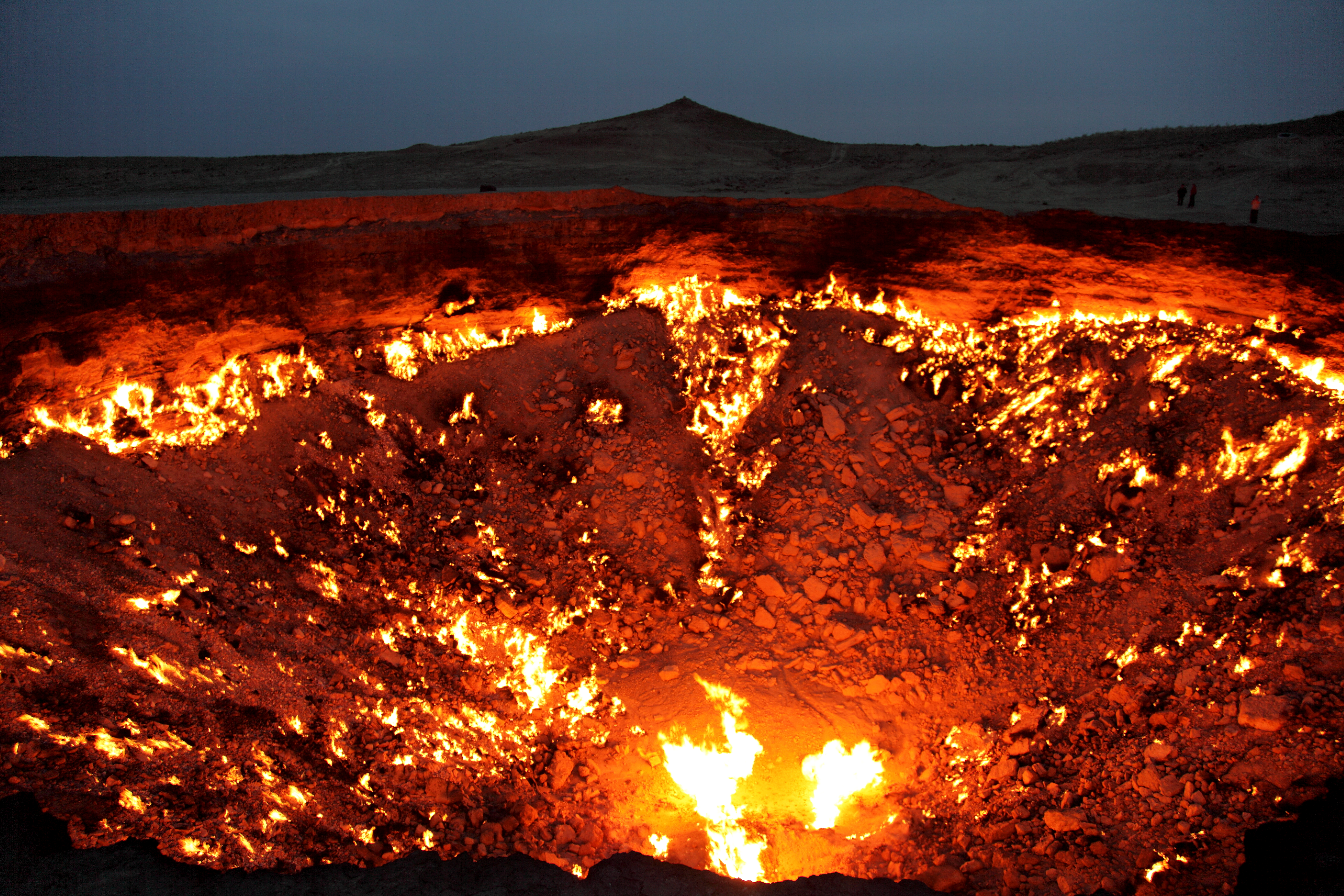
دروازهٔ جهنم در شب، ۲۰۱۰ میلادی

در آوریل ۲۰۱۰ میلادی قربان‌قلی بردی‌محمدف رییس جمهور ترکمنستان از محل بازدید کرد و برای جلوگیری از اثر منفی گودال مشتعل بر روی سایر فعالیت‌های توسعهٔ میدان‌های گازی منطقه، تصمیم به کنترل گودال گرفته‌اند اما دروازهٔ دوزخ همچنان در حال سوختن می‌باشد و یکی از جاذبه‌های گردشگری ترکمنستان نیز به شمار می‌آید.
اینگونه مسائل در مناطق دارای مخازن نفت و گاز اتفاق می‌افتد که از آن جمله می‌توان به نشت و شعله‌ور شدن گازهای قابل اشتعال در مناطقی از شهر مسجد سلیمان واقع در استان خوزستان ایران نیز اشاره کرد. در موارد متعددی از حفره‌های کوچه‌ها یا حیاط بعضی خانه‌ها شعله‌های آتش موقت و گاه دائمی گزارش شده‌است.

## نگارخانه

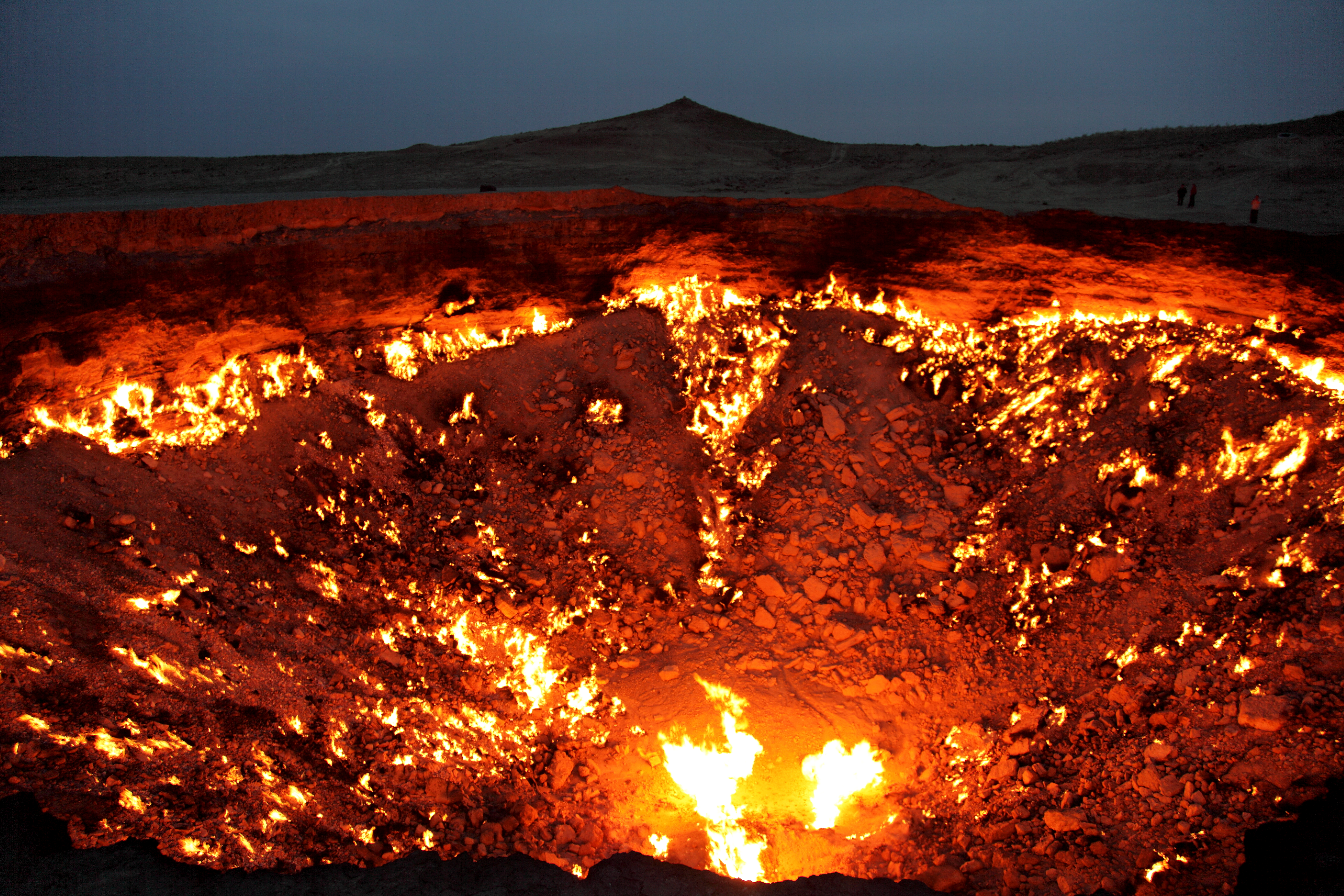
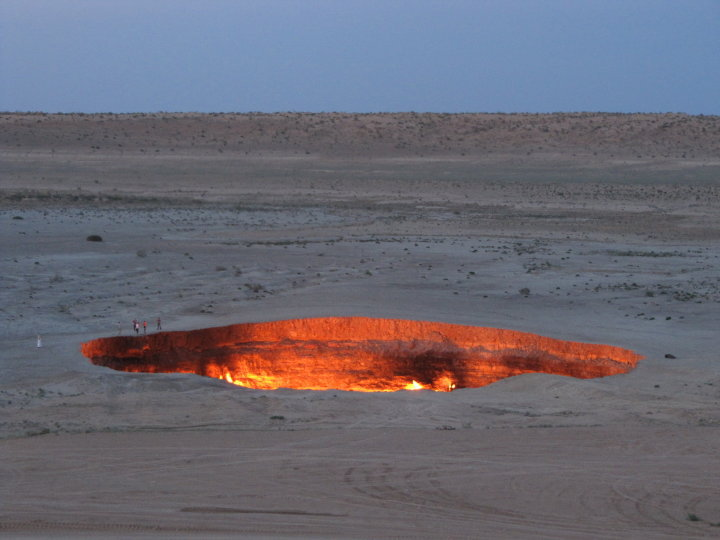
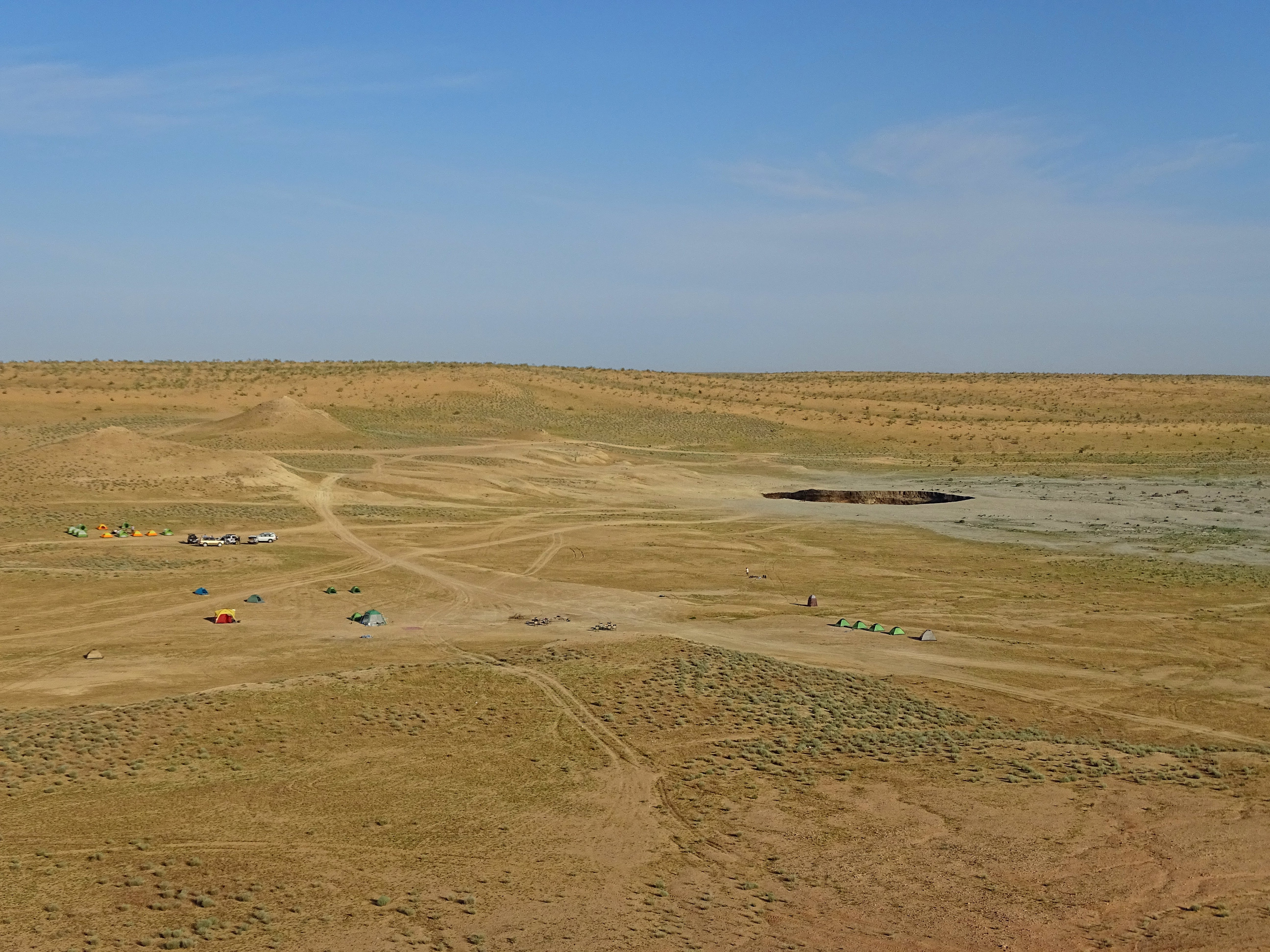